# Dreaming Out Loud
"Dreaming Out Loud" és l'àlbum debut de la banda nord-americana OneRepublic, que va ser llançat el 20 de novembre de 2007 als Estats Units per Interscope Records. L'àlbum va ser certificat d'or per la RIAA el 7 de març de 2008. Va ser enregistrat entre el 2004 i 2006 produït per Greg Wells, amb dues cançons produïdes pel cantant Ryan Tedder, i va ser dissenyat i mesclat per Joe Zook. El disc va tenir un èxit massiu a Myspace; el grup aparegué en les primeres posicions de les llistes d'artista des de principis del 2006 i les seves cançons es van reproduir més de 28 milions de vegades.
L'àlbum es va publicar després de l'èxit de la versió remix «Apologize» produïda per Timbaland. La cançó va ser número u en les llistes d'èxit en moltes ciutats i va arribar fins a la segona posició de la llista Billboard Hot 100. El segon senzill, «Stop and Stare», també va tenir èxit; els següents senzills van ser «Say (All I Need)», «Mercy» i «Come Home».
La crítica musical de l'àlbum va ser variada. Diversos crítics apuntaren que la banda mostrava en l'àlbum influències de U2, Coldplay, The Fray, Muse i Snow Patrol. Alguns apuntaren que la banda tenia 
"una confiança enorme i evident en l'art de crear música agradable" i d'altres consideraren que era un àlbum poc original i afirmaren que Tedder feia millors cançons pop rock per encàrrec quan no eren pel seu propi grup. Molts crítics afirmaren que moltes pistes eren massa similars.

## Track listing
| 1.            | «Say (All I Need)»                                   | Drew Brown, Zach Filkins, Eddie Fisher, Brent Kutzle, Ryan Tedder | 3:50  |
| 2.            | «Mercy»                                              | Brown, Tedder                                                     | 4:00  |
| 3.            | «Stop and Stare»                                     | Brown, Filkins, Fisher, Tim Myers, Tedder                         | 3:43  |
| 4.            | «Apologize»                                          | Tedder                                                            | 3:28  |
| 5.            | «Goodbye, Apathy»                                    | Tedder                                                            | 3:32  |
| 6.            | «All Fall Down»                                      | Brown, Filkins, Fisher, Kutzle, Tedder                            | 4:04  |
| 7.            | «Tyrant»                                             | Brown, Filkins, Tedder                                            | 5:03  |
| 8.            | «Prodigal»                                           | Jerrod Bettis, Brown, Filkins, Myers, Tedder                      | 3:55  |
| 9.            | «Won't Stop»                                         | Brown, Filkins, Fisher, Kutzle, Tedder                            | 5:03  |
| 10.           | «All We Are»                                         | Myers, Tedder                                                     | 4:28  |
| 11.           | «Someone to Save You»                                | Fisher, Myers, Tedder                                             | 4:15  |
| 12.           | «Come Home»                                          | Tedder                                                            | 4:23  |
| 13.           | «Apologize (Remix)» (Timbaland presents OneRepublic) | Tim Mosley, Tedder                                                | 3:05  |
| Durada total: | Durada total:                                        | Durada total:                                                     | 52:49 |

| 13. | «Dreaming Out Loud» | Tedder             | 4:39 |
| 14. | «Apologize (Remix)» | Tim Mosley, Tedder | 3:05 |

| 13. | «Something's Not Right Here» | Brown, Filkins, Fisher, Myers, Tedder | 3:01 |

| 14. | «Hearing Voices»    | Tedder | 3:55 |
| 15. | «Dreaming Out Loud» | Tedder | 4:39 |

| 1. | «Sleep (Remix)» | 5:56 |

| 1. | «Stop and Stare» (Live video) | 4:31 |
| 2. | «Apologize» (Live video)      | 3:39 |
| 3. | «All Fall Down» (Live video)  | 4:15 |

| 1. | «All We Are» (Original version)                                    | 4:02 |
| 2. | «Too Easy» (included in the "Stop and Stare" 3 Hit Pack on iTunes) | 3:10 |
| 3. | «Trap Door»                                                        | 3:51 |

| 13. | «Dreaming Out Loud»                         | 4:39 |
| 14. | «Something's Not Right Here»                | 3:02 |
| 15. | «Apologize (Remix)»                         | 3:04 |
| 16. | «Sleep (Non-LP Version)»                    | 5:54 |
| 17. | «Come Home» (featuring Sara Bareilles)      | 4:18 |
| 18. | «Mercy (Radio 1 Live Lounge)» (Duffy cover) | 3:43 |
| 19. | «All Fall Down (Live @ The Orange Lounge)»  | 4:09 |
| 20. | «All We Are (Live @ The Orange Lounge)»     | 4:11 |

## Historial de llançament
| País         | Data                 |
| ------------ | -------------------- |
| Estats Units | 20 de novembre, 2007 |
| Alemanya     | 7 de Desembre, 2007  |
| Austràlia    | 8 de febrer, 2008    |
| Brasil       | 15 de febrer, 2008   |
| Regne Unit   | 10 de Març, 2008     |
| Itàlia       | 14 de Març, 2008     |
| Espanya      | 1 d'abril, 2008      |